# Crkva sv. Jurja (Lepajci)
Crkva sv. Jurja  je rimokatolička crkva u mjestu Lepajci, gradu Krapina zaštićeno kulturno dobro.

## Opis dobra
Crkva sv. Jurja smještena je neposredno uz glavnu cestu u naselju Lepajci. Jednobrodna pravilno orijentirana građevina, pravokutne lađe i svetišta s trostranom apsidom, sagrađena je u neogotičkom stilu 1905. g. na mjestu starije kapele. U crkvi se čuva neogotički inventar, rad tirolskih majstora s kraja 19. st.

## Zaštita
Pod oznakom Z-2920 zavedena je kao nepokretno kulturno dobro - pojedinačno, pravnog statusa zaštićena kulturnog dobra, klasificirano kao "sakralna graditeljska baština".